# Port lotniczy Talokan
Port lotniczy Talokan (IATA: TQN, ICAO: OATQ) – port lotniczy położony w mieście Talokan, w Afganistanie.